# Коллекция Ар-брют в Лозанне
Коллекция Ар-брют (фр. Collection de l'art brut) — музей, посвящённый аутсайдерскому искусству в городе Лозанна в Швейцарии. Основан в 1976 году. Коллекция начала собираться Жаном Дюбюффе с 1945 года, когда он начал покупать первые работы. Однако ещё в 1920—1930-х годах его внимание привлекли работы, которые он увидел у психиатра Ганса Принцхорна.
Коллекция музея включает в себя работы художников, которые часто использовали нестандартные художественные материалы и применяли своеобразные приёмы выражения в своем творчестве. Эти произведения выходят за рамки официального искусства и культуры. Во многих лечебных учреждениях занятия различными формами искусства служили в терапевтических и лечебных целях.

## Художники
1.Маргерита Бурна-Провенс
2. Генри Дарджер
3. Карл Фре́дрик Хилл
4. Жан-Жозе́ф Санфу́рш
5. Луи́ Сутте́р
6. Елена Колобова
7. Адольф Вёльфли